# Ddakji

Een ddakji maken met een vouwblaadje

Ddakji of ttakji (Koreaans: 딱지 (장난감)|딱지) is een Koreaans behendigheidsspel, waarbij het de bedoeling is om de fiche van de tegenstander om te draaien door er met de eigen fiche op te gooien. De speler die aan de beurt is, werpt zijn fiche op de fiche van de tegenstander, die op de grond of de tafel ligt. Als de fiche van de tegenstander zich door de worp omdraait, ofwel de onderkant komt boven te liggen, heeft de speler de ronde gewonnen. De fiches zijn van papier en gevouwen als origami. Daarom is het spel makkelijk zelf te maken. Hiervoor kunnen bijvoorbeeld vouwblaadjes of origamipapier worden gebruikt.  Het spel kende wereldwijd al verschillende varianten, maar de Koreaanse variant kreeg wereldwijd bekendheid door de televisieserie Squid Game, waarin het spel in de eerste aflevering gebruikt werd om nieuwe spelers te rekruteren.Het keerde bovendien terug in seizoen 2 van deze serie waarin het onderdeel was van de 9-benige vijfkamp.
De fiche dat gebruikt wordt in ddakji bestaat uit twee vierkante stukken papier die samen in een vierkant gevouwen zijn. Hij wordt als volgt gemaakt: 
(a) een vierkant vel papier wordt in drieën gevouwen en de buitenste twee flappen naar binnen gevouwen; er ontstaat dan een rechthoek
(b) aan beide uiteinden wordt een hoek van 90 graden gevouwen
(c) de hoeken worden naar binnen gevouwen tot een parallellogram
(d) de stappen a t/m c worden herhaald met een tweede vel papier van gelijke grootte, maar eventueel in een andere kleur. Het tweede parallellogram wordt een kwartslag gedraaid op het eerste gelegd
(e) de uitstekende hoek van het onderste parallellogram wordt omgevouwen over het bovenste paralellogram
(f) de tweede uitstekende hoek wordt met de klok mee over de eerste gevouwen
(g) de derde uitstekende hoek wordt met de klok mee over de eerste twee gevouwen
(h) de vierde uitstekende hoek wordt met de klok mee omgevouwen en onder de omgevouwen hoek bij stap (e) vastgestoken; de ddakji-fiche is dan klaar.
Naast Squid Game wordt het spel in de Koreaanse televisieserie Running Man ook bij tijd en wijle gespeeld.

## Internationale varianten

### Filippijnen

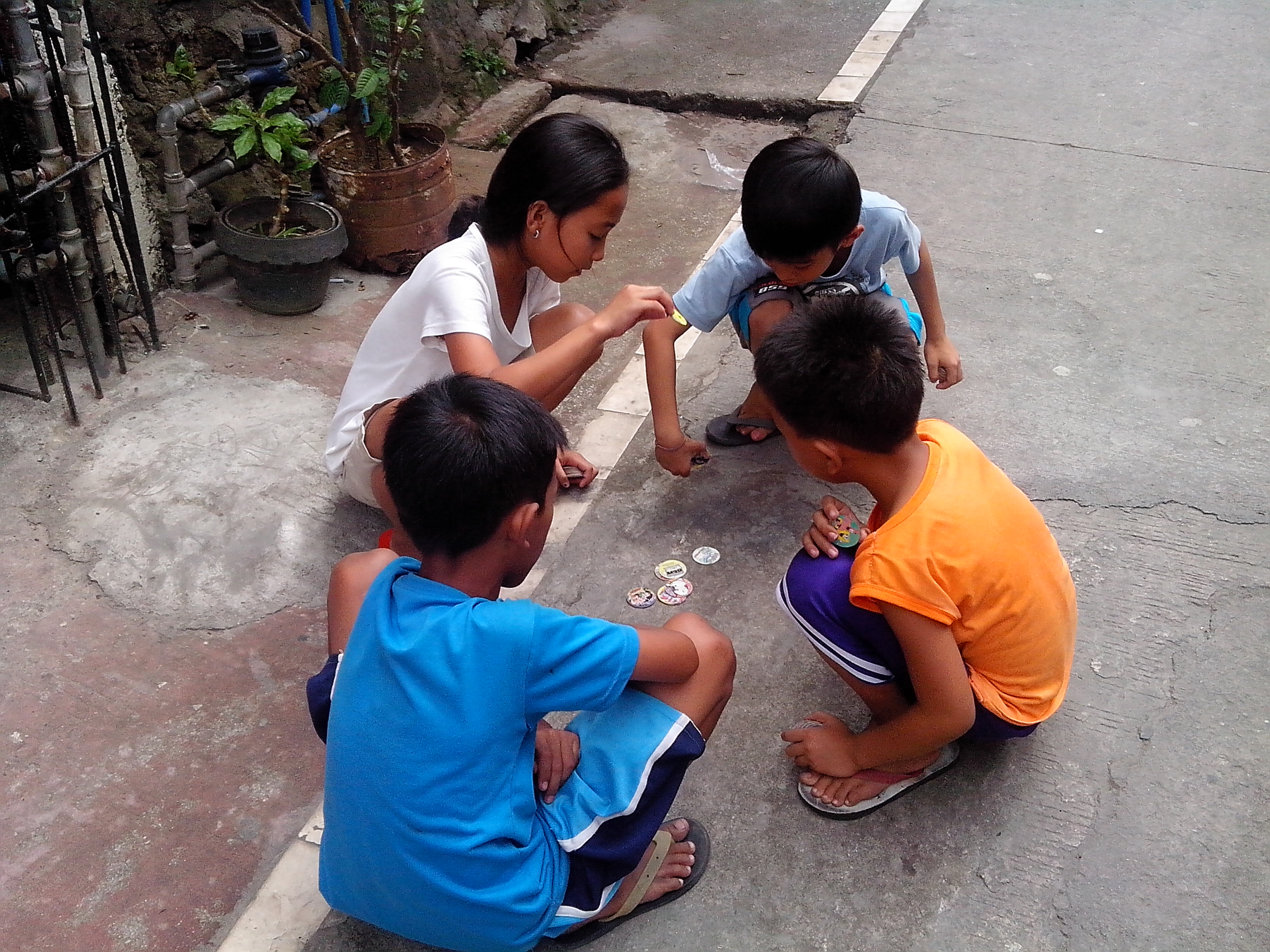
Kinderen spelen teks op de Filippijnen

Teks is een vergelijkbaar spel in de Filippijnen, waarbij kleine kaartjes worden gebruikt. Deze waren aanvankelijk bedrukt met bekende acteurs, later met populaire tekenfilmfiguren. Het spel gaat terug tot de jaren 1930, en er wordt gepoogd om de kaarten met duim en wijsvinger om te draaien. De kaart die landt met de afbeelding boven, wint. De verliezer geeft één van zijn kaarten uit zijn verzameling aan de winnaar.

### Japan

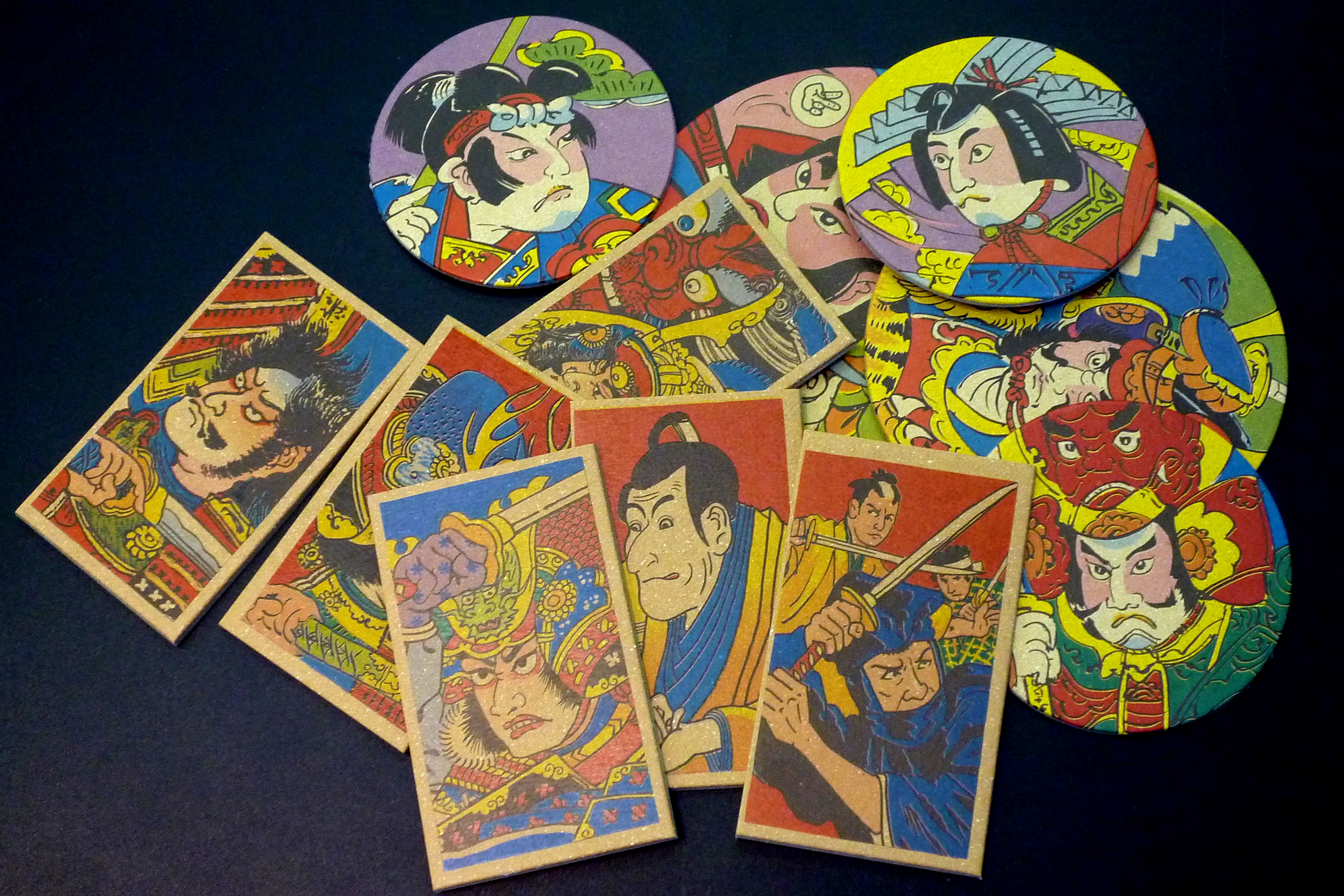
Menkokaarten

De oervorm van ddakji zou het Japanse spel Menko zijn (めんこ, 面子), een kaartspel voor twee of meer spelers dat dateert uit de 17de eeuw. Elke speler gebruikt Menkokaarten, gemaakt van dik papier of karton, en op beide zijden versierd met afbeeldingen van bijvoorbeeld anime of manga.

### Spanje (Catalonië)
Patacó is een traditioneel kaartspel voor kinderen in het Spaanse Catalonië, waarin de kaarten, de "patacons", omgedraaid worden neergelegd en met de handpalm geslagen worden. Wie kaarten zo kan omdraaien, wint. De patacons worden gevouwen uit de twee helften van reguliere spaanse speelkaarten. 

### Verenigde Staten
In de Verenigde Staten is het spel bekend als pogs, en wordt het gespeeld met flippovormige kartonnen of plastic schijfjes. Naar verluidt zou het spel in de jaren 1990 zijn overgewaaid vanuit het eiland Hawaii, waar het spel rond 1930 zou zijn geïntroduceerd. In die tijd werd er in Maui een nieuw fruitdrankje uitgebracht. In de dop zat een klein kartonnen rondje, die verwijderbaar was, en waarmee kinderen begonnen te spelen. Men noemde de rondjes POGs, naar verluidt vernoemd naar de (Engelstalige benamingen van de) ingredienten van het drankje: Passion fruit, Orange en Guava. In de jaren 1990 waaide het spel over naar het vasteland; aanvankelijk naar Californië en later ook naar de rest van de Verenigde Staten. De schijfjes waar mee gespeeld werd, zouden later ook Nederland en België bereiken, onder de naam flippo's, maar zonder nadruk op het spelen van pogs. 